# Adam Bogoria-Zakrzewski
Adam Kazimierz Zakrzewski h. Bogoria (ur. 25 lutego 1892 w Mokręszczyźnie k. Żytomierza, zm. 14 października 1958 w Sopocie) – pułkownik kawalerii Wojska Polskiego, kawaler Orderu Virtuti Militari.

## Życiorys
Urodził się 25 lutego 1892 roku w Mokręszczyźnie, pow. żytomierskim, jako syn Ottona i Anastazji z d. Stefańskiej. W 1914 roku został powołany do armii rosyjskiej. Od 1917 roku służył w 3 pułku ułanów w składzie I Korpusu Polskiego w Rosji. Od 1920 roku zastępca dowódcy 14 pułku Ułanów Jazłowieckich, W dniach 29 lipca – 2 sierpnia 1920 roku w Kaliszu, pełniąc obowiązki dowódcy zorganizował 203 Ochotniczy pułk ułanów. Do 9 września 1920 roku był zastępcą dowódcy pułku, mjr. Zygmunta Podhorskiego, a następnie objął dowództwo 203 puł i sprawował je do marca 1921 roku.
Po zakończeniu wojny z bolszewikami został skierowany na kurs do Grudziądza. Później dowodził II dywizjonem 19 pułku Ułanów Wołyńskich w Ostrogu. Od maja 1924 roku pełnił obowiązki zastępcy dowódcy 3 pułk strzelców konnych im. Hetmana Stefana Czarnieckiego w Wołkowysku, a od marca 1926 roku pełnił obowiązki zastępcy dowódcy 3 pułku Ułanów Śląskich w Tarnowskich Górach. Do wiosny 1929 roku był zastępcą dowódcy 10 pułku strzelców konnych w Łańcucie.

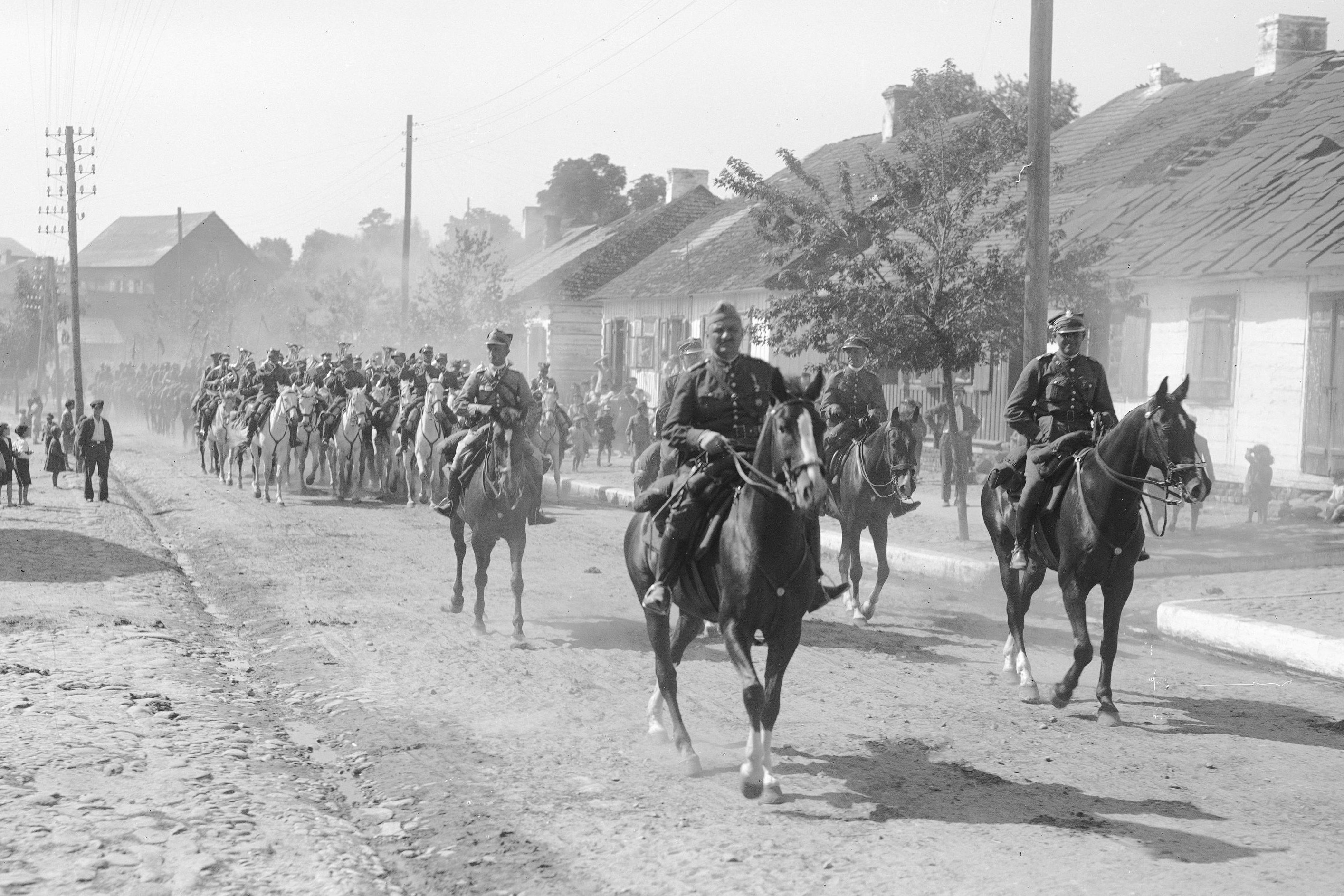
Manewry 1psk 1933. Wjazd do Kozienic – na czele płk Adam Zakrzewski

W okresie od 11 kwietnia 1929 do 12 czerwca 1937 roku dowodził 1 pułkiem strzelców konnych w Garwolinie. Do sierpnia 1939 roku pełnił służbę na stanowisku zastępcy dowódcy Pomorskiej Brygady Kawalerii. Z chwilą objęcia przez gen. bryg. Stanisława Grzmot-Skotnickiego dowództwa Grupy Osłonowej „Czersk” został dowódcą Pomorskiej Brygady Kawalerii. W październiku 1939 roku przedostał się na Węgry, tam pod przykrywką pracownika konsulatu nadzorował ewakuację wojskową. W okresie od 24 listopada 1940 roku do 1 grudnia 1941 roku dowodził 7 Brygadą Kadrową Strzelców. Następnie pełnił służbę na stanowisku I zastępcy dowódcy Brygady Szkolnej. Równocześnie od czerwca 1942 roku do stycznia 1943 roku sprawował funkcję komendanta Obozu Rozdzielczego w Auchtertool. W marcu 1946 roku powrócił do kraju.
Walki Grupy Operacyjnej „Czersk” w kampanii wrześniowej opisał w wydanej w roku 1958 książce „Wspomnienia – wrzesień 1939”.

## Awanse
- major – zweryfikowany 3 maja 1922 roku ze starszeństwem z dniem 1 czerwca 1919 roku i 101. lokatą w korpusie oficerów jazdy
- podpułkownik – 12 kwietnia 1927 roku ze starszeństwem z dniem 1 stycznia 1927 roku i 14. lokatą w korpusie oficerów kawalerii
- pułkownik – ze starszeństwem z dniem 1 stycznia 1931 roku w korpusie oficerów kawalerii

## Ordery i odznaczenia
- Krzyż Srebrny Orderu Wojskowego Virtuti Militari (1921)[10]
- Krzyż Niepodległości (20 lipca 1932)[11]
- Krzyż Oficerski Orderu Odrodzenia Polski (11 listopada 1936)[12]
- Krzyż Walecznych (czterokrotnie)
- Złoty Krzyż Zasługi (17 marca 1930)[13]

- Krzyż Oficerski Orderu Orła Białego z Mieczami (Serbia, 1921)[14]
- Medal Zwycięstwa (międzysojuszniczy)